# ヤング・ジョック
ヤング・ジョック（Yung Joc、本名: ジョシエル・ロビンソン、1983年4月2日 - ）は、アメリカ合衆国ジョージア州アトランタ出身のヒップホップアーティストである。2006年のシングル「It's Goin' Down」の大ヒットで、一躍人気者になった。

## 略歴
2006年6月6日、1stアルバム「New Joc City」をリリース。
2007年8月28日、2ndアルバム「Hustlenomics」をリリース。

## ディスコグラフィー
スタジオ・アルバム
- New Joc City (2006年)
- Hustlenomics (2007年)